# АНИП „Властимир Павловић Царевац”
АНИП „Властимир Павловић Царевац” је ансамбл народних игара и песма који ради и ствара у оквиру Културног центра у Великом Градишту.

## Оснивање и рад
Ансамбл је основан фебруара 1999. године са циљем да окупи младе таленте ради бављења свим облицима народног стваралаштва, а самим тим и због очувања традиције народа који живе у Србији. АНИП данас броји преко 250 чланова распоређених у три старосне групе – дечји, припремни и извођачки. На његовом репертоару налази се двадесет кореографија са подручја целе Србије.
Ансамбл води шеф играча и главни кореограф, Горан Јовановић. У оквиру АНИП-а ради и оркестар под управом Саше Ђокића. При постављању кореографија води се рачуна о селекцији игара, њиховој изворности и оригиналности, атрактивности, избору музике и костима.

## Смотре и фестивали
Ансамбл је учествовао на бројним наступима, смотрама и фестивалима у земљи и иностранству. Треба издвојити Интернационални фестивал фолклора у Бањи Херкулани у Румунији где је ансамбл проглашен за најбољи на фестивалу, а забележени су успеси и на Балкан фолк – фесту у Бугарској као и на Међународном фестивалу на Закинтосу у Грчкој. Подмладак такође вредно ради – на Међуокружној смотри изворног дечјег стваралаштва у Божевцу освојено је прво место.

## Награде и признања
Носилац је најпрестижнијих признања и награда. Награда којом се Ансамбл посебно поноси је Општинска награда која се додељује најбољима и најуспешнијима у својој области.